# Ascleranoncodes petrlubosi
Ascleranoncodes petrlubosi es una especie de coleóptero de la familia Oedemeridae.

## Distribución geográfica
Habita en Kerala (India).